# Урзула Карвен
Урзула Карвен је немачка глумица, рођена 17. септембар 1964. године у Улму (Немачка).

## Филмографија
- 1982: Neonstadt
- 1984: Ein irres Feeling
- 1986–1992: Derrick (TV-serija, 3 epizode)
- 1987: Beule oder wie man einen Tresor knackt
- 1989–1990: Das Erbe der Guldenburgs (TV-serija, 5 epizoda)
- 1990: Feuer, Eis & Dynamit
- 1990: Zwei Supertypen in Miami (in der Folge Die Formel des Todes)
- 1996: Hart aber herzlich – Jonathan unter Mordverdacht (Fernsehfilm)
- 1996: Tatort – Bei Auftritt Mord
- 1998: Rosamunde Pilcher (TV serija: epizoda Dornen im Tal der Blumen)
- 1998: Ich schenk dir meinen Mann
- 1999: Liebe ist stärker als der Tod
- 2000: Feindliche Schwestern – Wenn aus Liebe Hass wird
- 2000: Autsch, du Fröhliche
- 2001: Delta Team – Auftrag geheim! (TV-serija, epizoda Unsichtbare Gegner)
- 2001: Holiday Affair
- 2001: Balko (epizoda Für ein paar Dollar mehr)
- 2001: Der Club der grünen Witwen
- 2002: Vater braucht eine Frau
- 2002: Con Express
- 2002: Familie XXL
- 2003: Vergiss die Toten nicht
- 2003: Denninger – Der Mallorcakrimi (epizoda Doppeltes Spiel)
- 2004: Die Kommissarin (epizoda Schwarze Lieben, roter Tod)
- 2005: Ein Fall für zwei (epizoda Juwelen)
- 2005: Tote leben länger
- 2005–2008: Tatort (TV serija, 6 epizoda)
- 2006: M.E.T.R.O. – Ein Team auf Leben und Tod (TV serija, 10 epizoda)
- 2008: Ein starkes Team (epizoda Freundinnen)
- 2008: Stille Post
- 2009: Vulkan
- 2010: Der letzte Patriarch
- 2011: Mein Herz in Malaysia
- 2012: Nicht mit mir, Liebling
- 2012: Mein Herz in Malaysia
- 2012: SOKO Stuttgart (in der Folge Um Haaresbreite)
- 2013: Hattinger und die kalte Hand – Ein Chiemseekrimi
- 2013: Wer liebt, lässt los
- 2013: Eine unbeliebte Frau
- 2014: Katie Fforde – An deiner Seite
- 2014: Der Weg nach San Jose
- 2015: Katie Fforde – Das Weihnachtswunder von New York
- 2016: Katie Fforde – Warum hab ich ja gesagt?